# Wadotes bimucronatus
Wadotes bimucronatus là một loài nhện trong họ Amaurobiidae.
Loài này thuộc chi Wadotes. Wadotes bimucronatus được Eugène Simon miêu tả năm 1898.